# Sankt Anna am Aigen
Sankt Anna am Aigen, St. Anna am Aigen – gmina targowa w Austrii, w kraju związkowym Styria, w powiecie Südoststeiermark. Liczy 2368 mieszkańców (1 stycznia 2015).